# Chère Léa
 (mars 2021).
Si vous disposez d'ouvrages ou d'articles de référence ou si vous connaissez des sites web de qualité traitant du thème abordé ici, merci de compléter l'article en donnant les références utiles à sa vérifiabilité et en les liant à la section « Notes et références ».
Pour plus de détails, voir Fiche technique et Distribution.
Chère Léa est un film français réalisé par Jérôme Bonnell et sorti en 2021.

## Synopsis
Éconduit par Léa, son ancienne petite amie, Jonas se réfugie au petit matin dans un café et décide d'écrire à celle-ci une longue lettre, bousculant ainsi sa journée de travail, et suscitant la curiosité du patron du café.

## Fiche technique
- Titre : Chère Léa
- Réalisation : Jérôme Bonnell
- Scénario : Jérôme Bonnell
- Photographie : Pascal Lagriffoul
- Son : Laurent Benaïm, Marion Papinot, Emmanuel Croset
- Montage : Julie Dupré
- Décors : Aurore Casalis
- Costumes : Carole Gérard
- Musique : David Sztanke
- Production : Michel Saint-Jean
  - Production exécutive : Anne Mathieu
- Société de production : Diaphana Films
- SOFICA : Cinécap 3, Cofimage 31, Palatine Etoile 17
- Société de distribution : Diaphana Distribution
- Pays de production :  France
- Langue originale : français
- Format : couleur — 1,85:1 — son Dolby 5.1
- Genre : comédie
- Durée : 90 minutes
- Dates de sortie :
  - France : 28 août 2021 (Festival du film francophone d'Angoulême)[1] ; 15 décembre 2021 (sortie nationale)
  - Suisse romande : 29 décembre 2021

## Distribution
- Grégory Montel : Jonas
- Grégory Gadebois : Mathieu
- Anaïs Demoustier : Léa
- Léa Drucker : Harriet
- Nadège Beausson-Diagne : Loubna
- Pablo Pauly : Nino

## Production et diffusion
Le tournage s'effectue d'août à septembre 2019 dans le 12e arrondissement de Paris, rue de Wattignies[réf. souhaitée].
Durant son premier mois de programmation en France du 15 décembre 2021 au 19 janvier 2022, le film a attiré en salle un total de 43 836 spectateurs selon CBO-Box Office, le site des professionnels du cinéma.